# Tiaris olivaceus
Tiaris olivaceus là một loài chim trong họ Thraupidae.